# Tristan Luneau
Tristan Luneau (né le 12 janvier 2004, à Victoriaville au Québec, Canada) est un joueur canadien de hockey sur glace. Il évolue au poste de défenseur pour les Ducks d’Anaheim.

## Statistiques

### En club
| Saison    | Équipe                 | Ligue |                   | Saison régulière  | Saison régulière  | Saison régulière  | Saison régulière  | Saison régulière |   | Séries éliminatoires | Séries éliminatoires | Séries éliminatoires | Séries éliminatoires | Séries éliminatoires |
| Saison    | Équipe                 | Ligue | PJ                | B                 | A                 | Pts               | Pun               | PJ               | B | A                    | Pts                  | Pun                  |                      |                      |
| 2020-2021 | Olympiques de Gatineau | LHJMQ | 31                | 4                 | 14                | 18                | 2                 | 4                | 0 | 1                    | 1                    | 0                    |                      |                      |
| 2021-2022 | Olympiques de Gatineau | LHJMQ | 62                | 12                | 31                | 43                | 20                | 7                | 0 | 6                    | 6                    | 4                    |                      |                      |
| 2022-2023 | Olympiques de Gatineau | LHJMQ | 65                | 20                | 63                | 83                | 31                | 13               | 2 | 15                   | 17                   | 6                    |                      |                      |
| 2023-2024 | Gulls de San Diego     | LAH   | Saison en cours ? | Saison en cours ? | Saison en cours ? | Saison en cours ? | Saison en cours ? |                  |   |                      |                      |                      |                      |                      |
| 2023-2024 | Ducks d’Anaheim        | LNH   | Saison en cours ? | Saison en cours ? | Saison en cours ? | Saison en cours ? | Saison en cours ? |                  |   |                      |                      |                      |                      |                      |

## Trophées et honneurs personnels

### Ligue de hockey junior Maritimes Québec
- 2020-2021 : récipiendaire du trophée Raymond-Lagacé
- 2022-2023 : récipiendaire du trophée Émile-Bouchard